# Ilka Štuhec
Ilka Štuhec (ur. 26 października 1990 w Slovenj Gradcu) – słoweńska narciarka alpejska, dwukrotna mistrzyni świata i trzykrotna medalistka mistrzostw świata juniorów.

## Kariera
Pierwszy raz na arenie międzynarodowej Ilka Štuhec pojawiła się 1 grudnia 2005 roku w Comelico Superiore, gdzie w zawodach juniorskich zwyciężyła w slalomie. W 2007 roku wystartowała na mistrzostwach świata juniorów w Altenmarkt, zdobywając tam dwa medale. Najpierw zwyciężyła w slalomie, wyprzedzając bezpośrednio Niemkę Katharinę Dürr oraz Austriaczkę Simone Streng. Następnie wygrała także kombinację, pokonując Austriaczkę Nicole Schmidhofer i swą rodaczkę Marušę Ferk. W tym samym roku została również złotą medalistką olimpijskiego festiwalu młodzieży Europy w slalomie i slalomie gigancie. Podczas rozgrywanych rok później mistrzostw świata juniorów w Formigal okazała się najlepsza w zjeździe, wyprzedzając Larę Gut ze Szwajcarii i Niemkę Viktorię Rebensburg.
W zawodach Pucharu Świata zadebiutowała 17 marca 2007 roku w Lenzerheide, nie kończąc pierwszego przejazdu w slalomie. Pierwsze pucharowe punkty wywalczyła 8 marca 2008 roku w Crans-Montana, zajmując 22. miejsce w zjeździe. Do 2016 roku nie stanęła na podium zawodów tego cyklu, najwyższą lokatę uzyskała 30 listopada 2013 roku w Beaver Creek, gdzie supergiganta ukończyła na czwartej pozycji. Walkę o podium przegrała tam z Austriaczką Nicole Hosp o 0,14 sekundy.Pierwsze pucharowe podium wywalczyła na początku sezonu 2016/2017, zwyciężając w zjeździe 2 grudnia 2016 roku w Lake Louise. Wyprzedziła tam Włoszkę Sofię Goggię i Kajsę Kling ze Szwecji. Najlepsze wyniki osiągnęła w sezonie 2016/2017, kiedy zajęła drugie miejsce w klasyfikacji generalnej i klasyfikacji supergiganta, a w klasyfikacjach zjazdu i superkombinacji zdobywała Małe Kryształowe Kule. Ponadto w sezonie 2022/2023 była druga w klasyfikacji zjazdu.
W 2013 roku wystartowała na mistrzostwach świata w Schladming, zajmując między innymi szóste miejsce w supergigancie. Podczas rozgrywanych dwa lata później mistrzostw świata w Vail/Beaver Creek jej najlepszym wynikiem było siódme miejsce w superkombinacji. W międzyczasie wzięła udział w igrzyskach olimpijskich w Soczi, gdzie jej najlepszym, wynikiem było dziesiąte miejsce w zjeździe.
Z powodu kontuzji kolana nie startowała w sezonie 2017/2018 i nie wzięła udziału w igrzyskach olimpijskich w Pjongcznagu. W piątym starcie sezonu 2018/2019, 8 grudnia 2018 roku w Val Gardenie po raz pierwszy po powrocie stanęła na podium, wygrywając rywalizację w zjeździe. W lutym 2019 roku zwyciężyła w tej samej konkurencji podczas mistrzostw świata w Åre, wyprzedzając Szwajcarkę Corinne Suter i Lindsey Vonn z USA. Kilkanaście dni po wywalczeniu medalu doznała kontuzji obu kolan wskutek upadku na trasie zjazdu w Crans-Montana, co zakończyło jej sezon. Sezon 2018/2019 zakończyła na dziesiątej pozycji w klasyfikacji generalnej i czwartej w klasyfikacji zjazdu.
Do rywalizacji w Pucharze Świata powróciła w grudniu 2019 roku, zajmując 17. miejsce w zjeździe w Lake Louise. W kolejnych startach dwukrotnie znalazła się w czołowej dziesiątce, jednak nie stanęła na podium. Dokonała tego ponownie dopiero 17 grudnia 2022 roku w Sankt Moritz, zajmując drugie miejsce w zjeździe. W sezonie 2022/2023 jeszcze trzykrotnie stawała na podium, ostatecznie zajmując jedenaste miejsce w klasyfikacji generalnej i drugie w klasyfikacji zjazdu. Podczas mistrzostw świata w Courchevel/Méribel w lutym 2023 roku zajęła szóste miejsce w zjeździe i dwunaste w supergigancie.

## Osiągnięcia

### Igrzyska olimpijskie
| Miejsce | Dzień     | Rok  | Miejscowość | Konkurencja     | Czas biegu | Strata | Zwyciężczyni              |
| ------- | --------- | ---- | ----------- | --------------- | ---------- | ------ | ------------------------- |
| DNF     | 10 lutego | 2014 | Soczi       | Superkombinacja | 2:34,62    | -      | Maria Höfl-Riesch         |
| 10.     | 12 lutego | 2014 | Soczi       | Zjazd           | 1:41,57    | +1,08  | Dominique Gisin Tina Maze |
| 13.     | 15 lutego | 2014 | Soczi       | Supergigant     | 1:25,52    | +2,17  | Anna Fenninger            |
| 31.     | 18 lutego | 2014 | Soczi       | Gigant          | 2:36,87    | +7,98  | Tina Maze                 |
| 22.     | 15 lutego | 2022 | Pekin       | Zjazd           | 1:31,87    | +3,01  | Corinne Suter             |

### Mistrzostwa świata
| Miejsce | Dzień     | Rok  | Miejscowość        | Konkurencja          | Czas biegu | Strata | Zwyciężczyni        |
| ------- | --------- | ---- | ------------------ | -------------------- | ---------- | ------ | ------------------- |
| 6.      | 5 lutego  | 2013 | Schladming         | Supergigant          | 1:35,39    | +0,89  | Tina Maze           |
| DNF2    | 8 lutego  | 2013 | Schladming         | Superkombinacja      | 2:39,92    | —      | Maria Höfl-Riesch   |
| 19.     | 10 lutego | 2013 | Schladming         | Zjazd                | 1:50,00    | +2,16  | Marion Rolland      |
| 32.     | 14 lutego | 2013 | Schladming         | Gigant               | 2:08,06    | +7,93  | Tessa Worley        |
| 17.     | 3 lutego  | 2015 | Vail/Beaver Creek  | Supergigant          | 1:10,29    | +2,20  | Anna Fenninger      |
| 20.     | 6 lutego  | 2015 | Vail/Beaver Creek  | Zjazd                | 1:45,89    | +2,17  | Tina Maze           |
| 7.      | 9 lutego  | 2015 | Vail/Beaver Creek  | Superkombinacja      | 2:33,37    | +2,43  | Tina Maze           |
| 25.     | 12 lutego | 2015 | Vail/Beaver Creek  | Gigant               | 2:19,16    | +4,37  | Anna Fenninger      |
| 11.     | 7 lutego  | 2017 | Sankt Moritz       | Supergigant          | 1:21,34    | +1,04  | Nicole Schmidhofer  |
| DNF2    | 10 lutego | 2017 | Sankt Moritz       | Superkombinacja      | 1:58,88    | -      | Wendy Holdener      |
| 1.      | 12 lutego | 2017 | Sankt Moritz       | Zjazd                | 1:32,85    | -      | -                   |
| DNF2    | 16 lutego | 2017 | Sankt Moritz       | Gigant               | 2:05,55    | -      | Tessa Worley        |
| 8.      | 5 lutego  | 2019 | Åre                | Supergigant          | 1:04,89    | +0,26  | Mikaela Shiffrin    |
| 10.     | 8 lutego  | 2019 | Åre                | Superkombinacja      | 2:02,13    | +2,14  | Wendy Holdener      |
| 1.      | 10 lutego | 2019 | Åre                | Zjazd                | 1:01,74    | -      | -                   |
| 25.     | 11 lutego | 2021 | Cortina d’Ampezzo  | Supergigant          | 1:25,51    | +2,86  | Lara Gut-Behrami    |
| 14.     | 13 lutego | 2021 | Cortina d’Ampezzo  | Zjazd                | 1:34,27    | +1,30  | Corinne Suter       |
| DNS2    | 6 lutego  | 2023 | Courchevel/Méribel | Kombinacja           | 1:57,47    | -      | Federica Brignone   |
| 12.     | 8 lutego  | 2023 | Courchevel/Méribel | Supergigant          | 1:28,06    | +0,78  | Marta Bassino       |
| 6.      | 11 lutego | 2023 | Courchevel/Méribel | Zjazd                | 1:28,03    | +0,42  | Jasmine Flury       |
| 22.     | 6 lutego  | 2025 | Saalbach           | Supergigant          | 1:20,47    | +1,85  | Stephanie Venier    |
| 11.     | 6 lutego  | 2025 | Saalbach           | Zjazd                | 1:41,29    | +1,31  | Breezy Johnson      |
| 9.      | 11 lutego | 2025 | Saalbach           | Kombinacja drużynowa | 2:40,89    | +1,08  | Stany Zjednoczone 1 |

### Mistrzostwa świata juniorów
| Miejsce | Dzień     | Rok  | Miejscowość | Konkurencja | Czas biegu | Strata | Zwyciężczyni         |
| ------- | --------- | ---- | ----------- | ----------- | ---------- | ------ | -------------------- |
| 9.      | 7 marca   | 2007 | Altenmarkt  | Zjazd       | 1:39,69    | +1,40  | Tina Weirather       |
| 14.     | 8 marca   | 2007 | Altenmarkt  | Gigant      | 2:14,90    | +2,56  | Nicole Schmidhofer   |
| 6.      | 9 marca   | 2007 | Altenmarkt  | Supergigant | 1:19,34    | +1,23  | Nicole Schmidhofer   |
| 1.      | 11 marca  | 2007 | Altenmarkt  | Slalom      | 1:44,23    | -      | -                    |
| 1.      | 11 marca  | 2007 | Altenmarkt  | Kombinacja  | 35,66 pkt  | -      | -                    |
| 7.      | 23 lutego | 2008 | Formigal    | Supergigant | 1:40,19    | +2,64  | Viktoria Rebensburg  |
| 1.      | 26 lutego | 2008 | Formigal    | Zjazd       | 1:50,13    | -      | -                    |
| DNF2    | 28 lutego | 2008 | Formigal    | Slalom      | 1:33,85    | -      | Michaela Kirchgasser |
| 6.      | 29 lutego | 2008 | Formigal    | Gigant      | 1:42,50    | +0,79  | Anna Fenninger       |

### Puchar Świata

#### Miejsca w klasyfikacji generalnej
- sezon 2007/2008: 89.
- sezon 2011/2012: 81.
- sezon 2012/2013: 59.
- sezon 2013/2014: 44.
- sezon 2014/2015: 41.
- sezon 2015/2016: 33.
- sezon 2016/2017: 2.
- sezon 2018/2019: 10.
- sezon 2019/2020: 32.
- sezon 2020/2021: 42.
- sezon 2021/2022: 53.
- sezon 2022/2023: 11.
- sezon 2023/2024: 29.

#### Miejsca na podium
1. Lake Louise – 2 grudnia 2016 (zjazd) – 1. miejsce
2. Lake Louise – 3 grudnia 2016 (zjazd) – 1. miejsce
3. Val d’Isère – 16 grudnia 2016 (superkombinacja) – 1. miejsce
4. Val d’Isère – 17 grudnia 2016 (zjazd) – 1. miejsce
5. Cortina d’Ampezzo – 28 stycznia 2017 (zjazd) – 3. miejsce
6. Cortina d’Ampezzo – 29 stycznia 2017 (supergigant) – 1. miejsce
7. Crans-Montana – 24 lutego 2017 (superkombinacja) – 2. miejsce
8. Crans-Montana – 25 lutego 2017 (zjazd) – 1. miejsce
9. Crans-Montana − 26 lutego 2017 (superkombinacja) – 3. miejsce
10. Jeongseon – 4 marca 2017 (zjazd) – 3. miejsce
11. Jeongseon – 5 marca 2017 (supergigant) – 3. miejsce
12. Aspen – 15 marca 2017 (zjazd) – 1. miejsce
13. Aspen – 16 marca 2017 (supergigant) – 2. miejsce
14. Val Gardena – 18 grudnia 2018 (zjazd) – 1. miejsce
15. Val Gardena – 18 grudnia 2018 (supergigant) – 1. miejsce
16. Cortina d’Ampezzo – 18 stycznia 2019 (zjazd) – 2. miejsce
17. Sankt Moritz – 17 grudnia 2022 (zjazd) – 2. miejsce
18. Cortina d’Ampezzo – 20 stycznia 2023 (zjazd) – 2. miejsce
19. Cortina d’Ampezzo – 21 stycznia 2023 (zjazd) – 1. miejsce
20. Soldeu – 15 marca 2023 (zjazd) – 1. miejsce
21. Saalbach – 23 marca 2024 (zjazd) – 2. miejsce